# Geschichtsatlas

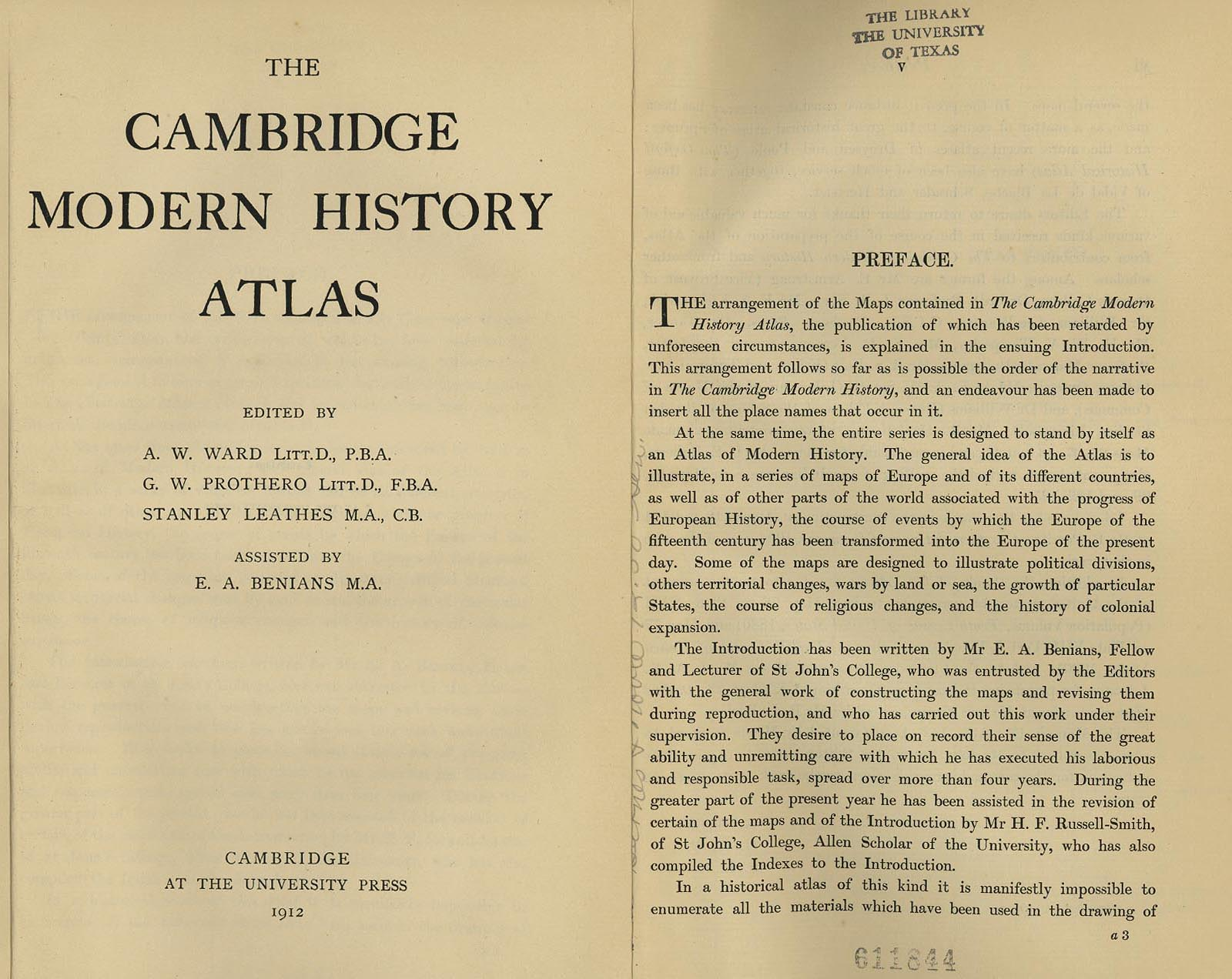
Cambridge Modern History Atlas (1912)

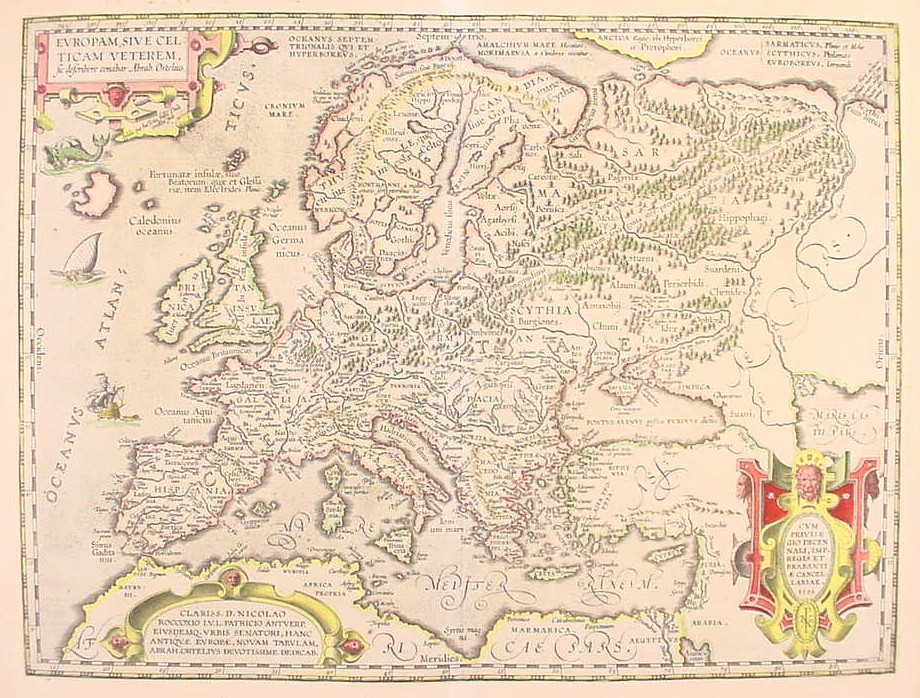
Europa zur Zeit der Kelten von Abraham Ortelius (1595)

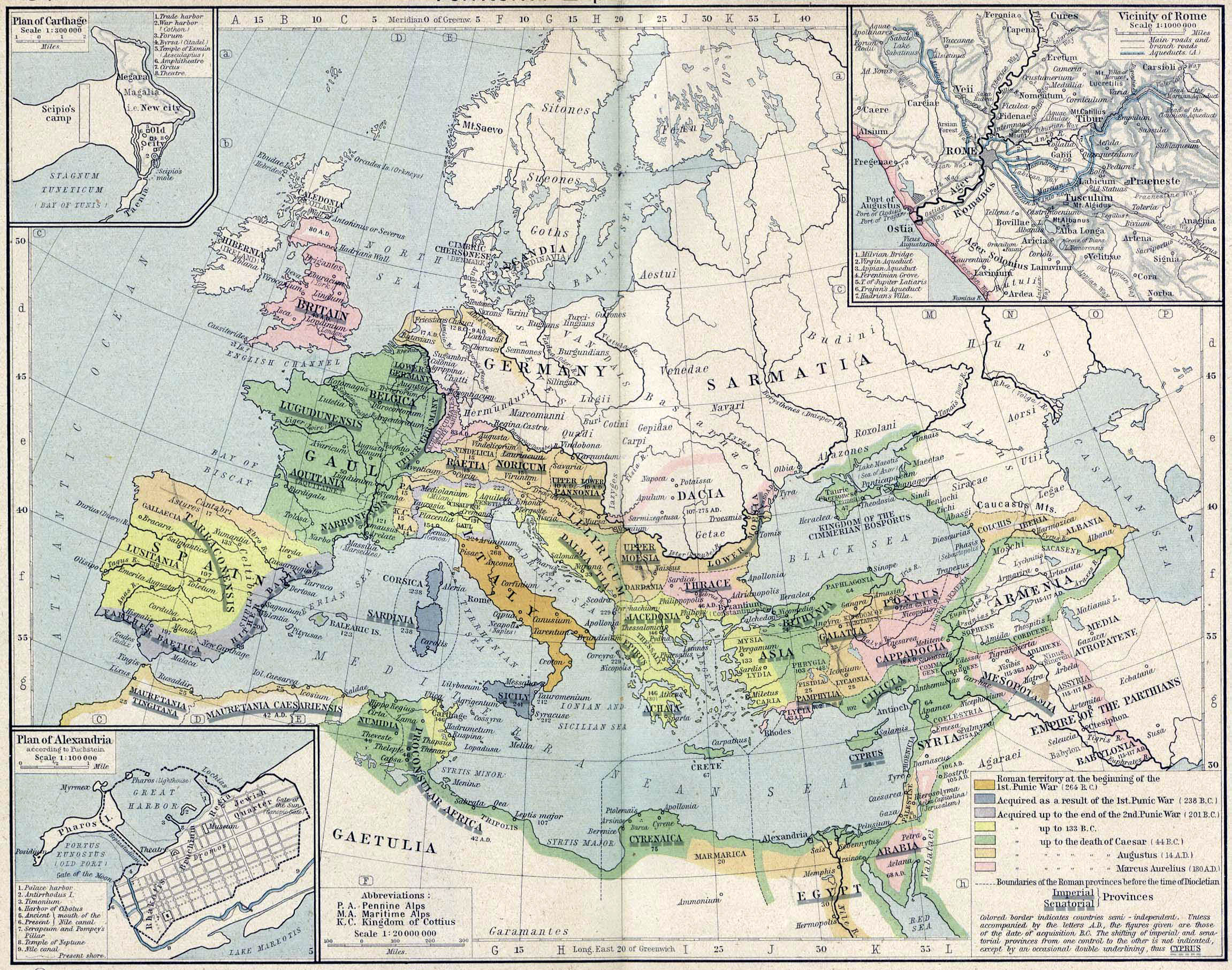
Römisches Reich vom Beginn des Ersten Punischen Kriegs (264 v. Chr.) bis zum Tod von Diokletian (312) im Historischen Atlas von William R. Shepherd (1923)

Ein Geschichtsatlas ist ein systematisches Werk der Kartografie, das einen Sachverhalt der Vergangenheit, zum Beispiel ein Ereignis der Weltgeschichte, durch eine Folge von thematischen Karten als Atlas zusammenfasst.

## Begriff
Der Begriff Geschichtsatlas wird in der kartografiehistorischen Fachliteratur eindeutig verwendet. Eine einzelne Karte wird Geschichtskarte genannt.
Geschichtsatlanten werden von Kartenverlagen aber oft als Historischer Atlas betitelt. Dieser Begriff ist nicht ganz eindeutig, da er auch als alter Atlas verstanden werden kann. Anders liegt der Fall im Englischen, wo historical atlas stets einen Geschichtsatlas meint. Natürlich kann ein Geschichtsatlas, der etwa vor 1850 oder 1800 erschienen ist, gleichzeitig alt sein.

## Zweck
Geschichtsatlanten dienen zur Visualisierung historischer Ereignisse, Zustände und Entwicklungen. Neben den grundlegenden Karten zu historischen Landesgrenzen ist die thematische Karte von Bedeutung, beispielsweise mit der Darstellung von Bodenschätzen und Wirtschaftsbetrieben.
Typische Themen der Karten eines Geschichtsatlas sind beispielsweise:
- militärische Schlachten und allgemeine Kriegsverläufe;
- die Routen von Entdeckungsreisen;
- die Ausbreitung von Kultur, etwa der gotischen Kathedralen;
- Darstellung von Bevölkerungsentwicklungen;
- territoriale Veränderungen, zum Beispiel nach einem Friedensvertrag;
- juristische Zustände nach Gebieten, wie die Stadtrechte der Ostsiedlung oder das Zivilrecht in Deutschland vor Einführung des BGB;
- alte Postwege mit den entsprechenden Entfernungen in Tagen oder Wochen gerechnet.

Außer Karten bieten viele Geschichtsatlanten zusätzlich Diagramme und andere Schaubilder, außerdem Beispiele für alte Kartendarstellungen (wie die Tabula Peutingeriana).

## Geschichte der Geschichtsatlanten
Ein frühes Beispiel ist der 1721 von Herman Moll (1654–1732) in London gedruckte Atlas Thirty two new and accurate Maps of the Geography of the Ancients.
Als anspruchsvollerer Geschichtsatlas mit genaueren topografischen Grundkarten etablierte sich 1886 Gustav Droysens Allgemeiner Historischer Handatlas, der im Verlag Velhagen & Klasing unter der Leitung von Richard Andree erschien.

### Geschichtsatlanten als Schulbücher
Wegbereiter für die Weiterentwicklung als nationales Standardwerk war in Deutschland der von Friedrich Wilhelm Putzger erstmals 1877 vorgelegte und bis heute erscheinende Historische Schul-Atlas. Dieser auch mit Karten von Schlachtordnungen von historischer Bedeutung ausgestattete Schulatlas prägte mit seinen nunmehr über 100 Auflagen das Geschichtsverständnis von Generationen.
Der von Hans Zeissig in Zusammenarbeit mit ausländischen Fachwissenschaftlern 1950 erarbeitete Neue Geschichts- und Kulturatlas von der Urzeit zur Gegenwart aus dem Paul List-Verlag erhielt den Charakter eines Arbeitsbuchs für den kulturgeschichtlichen Unterricht.
Eine modernere Weiterentwicklung ist der erstmals 1964/1966 von Hermann Kinder und Werner Hilgemann vorgelegte dtv-Atlas zur Weltgeschichte, der als Darstellungsform historischer Prozesse durch Übersetzungen weltweite Verbreitung gefunden hat und in seiner Darstellungstechnik auch die Kartografie in den historischen Museen prägte. In der DDR erschien 1973 der vom Zentralinstitut für Geschichte der Akademie der Wissenschaften der DDR betreute zweibändige Atlas zur Geschichte. Der umfangreichste deutschsprachige Geschichtsatlas ist der Große Historische Weltatlas des Bayerischen Schulbuch-Verlags in vier Bänden, der 1953–95 in München erschienen ist.

### Bibelatlas
Ein Bibelatlas enthält Karten vom geographischen und zeitlichen Raum der biblischen Erzählungen, also vornehmlich dem alten vorderen Orient. Dazu gehören neben geographischen und politischen Karten auch andere thematische Karten, beispielsweise zur Vegetation, zur Ausbreitung bestimmter Religionen oder zu den Reisen des Apostels Paulus. Zudem sind häufig erläuternde Texte, Bilder und sonstige Grafiken eingefügt.

## Online-Geschichtsatlanten
- Ostellus: interaktiver historischer Weltatlas (20. und 21. Jahrhundert)
- Reginald Lane Poole: Historical Atlas of Modern Europe, 1902
- Atlas-Historique.net © Guillaume Balavoine
- IEG-MAPS – Server für digitale historische Karten am Institut für Europäische Geschichte in Mainz
- Digitaler Atlas zur Geschichte Europas seit 1500 am Institut für Europäische Geschichte in Mainz
- Historisch-topographischer Atlas schlesischer Städte des Herder-Instituts in Marburg
- Historischer Atlas von Bayern
- Geschichtlicher Atlas von Hessen. In: Landesgeschichtliches Informationssystem Hessen (LAGIS).
- Historischer Atlas von Sachsen (1815)
- Bibliophile Bookbase
- History on maps / by András Bereznay
- Historische Karten – Deutschland am Ende des 18. Jahrhunderts © Thomas Höckmann
- Schwartzberg, Joseph E.: A Historical Atlas of South Asia, 2nd impr.; 1992 (ein Angebot der 'Digital South Asia Library', Center for Research Libraries)
- Historical atlas of Armenia © R. H. Hewsen; daraus insgesamt 15 historische Karten
- Geschichtsatlas von Europa in 21 Karten
- Historical maps of the Arab World
- Afrika und Naher Osten
- Linksammlung von Euratlas
- Digital Librarian (Linksammlung)